# Sarajevo: State in Time
Pour plus de détails, voir Fiche technique et Distribution.
Sarajevo: State in Time (sous-titré A Story of Laibach & NSK) est un film documentaire franco-bosnien réalisé par Benjamin Jung et Théo Meurisse, sorti en 2019. Le titre peut se traduire par « Sarajevo : État dans le temps (Une histoire de Laibach et du NSK) ».
Le film raconte l'aventure de plusieurs membres du groupe d'art politique slovène Neue Slowenische Kunst (NSK), dont les musiciens de Laibach et le collectif de plasticiens IRWIN, pendant le siège de Sarajevo en 1995.
Auto-produit et auto-financé par les deux réalisateurs, le film a été sélectionné et récompensé dans plusieurs festivals internationaux.

## Synopsis
En 1995, alors que le siège de Sarajevo dure depuis trois ans et que les habitants partagent leur quotidien avec les explosions de mortiers et les tirs de snipers, une résistance culturelle et artistique s'organise en parallèle à la lutte armée. En assistant à des concerts, des pièces de théâtre ou des films, les citoyens oublient le temps d’un instant l’isolation, le bruit des bombes et la famine et affirment leur identité face à l'armée des Serbes de Bosnie-Herzégovine.
Dans cette atmosphère d’urgence humanitaire et artistique, les artistes membres du groupe d'art politique slovène Neue Slowenische Kunst (ou NSK, Nouvel Art Slovène) ont traversé l’ex-Yougoslavie en flammes jusqu’à Sarajevo pour participer à cette résistance culturelle.
Les plasticiens du collectif IRWIN ainsi qu'une délégation de membres de la scène culturelle slovène se rendent une première fois dans la ville assiégée en profitant d'un vol diplomatique afin d'y offrir des œuvres d'art pouvant être revendues afin de constituer un capital pouvant être utile à la protection de Sarajevo.
Grâce aux contacts pris sur place, les artistes d'IRWIN retournent sur place, cette fois accompagnés des membres du groupe culte de musique industrielle Laibach et le philosophe Peter Mlakar, eux aussi membres du Neue Slowenische Kunst. Cette fois, ils traversent la Croatie et la Bosnie-Herzégovine dans des véhicules tout-terrain de la FORPRONU conduits par des soldats de l'OTAN et sont forcés de se faufiler dans la ville assiégée avec leur matériel. Ils investissent le théâtre national de Sarajevo, y présentent des expositions, y donnent deux concerts deux jours de suite, et y distribuent des passeports donnant la citoyenneté de l’État virtuel et artistique du NSK.
Après l'événement, certains habitants de Sarajevo ont utilisé ces passeports pour percer le blocus imposé à leur ville.
Sarajevo: State in Time donne la parole aux acteurs de cette histoire et à ceux qui ont été témoins de l’événement, considéré comme un des plus importants du siège.

## Les affiches
L'affiche principale du film a été dessinée par l'illustrateur français Benjamin Leloutre, établi à Paris. Elle a été pensée pour être sérigraphiée à l'encre dorée. Elle représente les tours UNIS de Sarajevo construites par Ivan Štraus partiellement détruites, symboles de la violence du siège de Sarajevo et reprend les codes graphiques du Neue Slowenische Kunst, dont le logo détournant la Croix Noire de Kasimir Malevitch.
L'affiche alternative à quant à elle été dessinée par l'artiste parisien Jean-Emmanuel Simoulin alias Valnoir, collaborateur de longue date du Neue Slowenische Kunst et de Laibach. Il s'est basé sur une affiche de l'artiste antifasciste allemand John Heartfield nomée Göring der Henker des Dritten Reichs (Göring le Boucher du Troisième Reich) dans la tradition dadaiste des détournements du NSK. L'affiche de Valnoir remplace la figure de Göring par celle de Ratko Mladić, surnommé "le boucher des Balkans", commandant en chef de l'armée des Serbes de Bosnie-Herzégovine pendant la guerre de Bosnie-Herégovine. Il change aussi le Reichstag ravagé par les flammes par une des deux tours UNIS de Sarajevo en feu. Une première version de l'affiche avait été utilisée lors du NSK Rendez-Vous Grenoble, festival lors duquel la première de Sarajevo : State in Time a eu lieu.

## Distribution
Personnalités apparaissant dans le film :
- Ivan Novak
- Jovan Divjak
- Miran Mohar
- Borut Vogelnik
- Andrej Savski
- Ademir Kenović
- Jean-Arnault Dérens
- Peter Mlakar
- Edin Numankadić
- Zdenka Badovinac
- Amila Ramović
- Elma Hašimbegović
- Jean-Emmanuel "Valnoir" Simoulin
- Nicolas Moll
- Dževad Mujan
- Almir Palata
- Asmir Demir

## Fiche technique
- Titre : Sarajevo: State in Time (A Story of Laibach & NSK)
- Réalisation : Benjamin Jung & Théo Meurisse
- Production : Benjamin Jung & Théo Meurisse
- Montage : Benjamin Jung & Théo Meurisse
- Costumes : Benjamin Jung & Théo Meurisse
- Design sonore : Benjamin Jung
- Bande originale : Benjamin Jung
- Prise de vue aérienne : Aldin Calkić
- Étalonnage : Martin Coulaty
- Pays d'origine : France, Bosnie-Herzégovine
- Genre : film documentaire
- Langue : anglais, français, bosnien
- Durée : 50 minutes
- Date de sortie : 18 mai 2019, première internationale lors du NSK Rendez-Vous Grenoble en présence d'Ivan Novak du groupe Laibach[3],[4].

## Distinctions

### Récompenses
- South Film and Arts Academy Festival, Chili 2019 :
  - Meilleur réalisateur mention honorable
  - Meilleur film étudiant
  - Meilleure musique originale
  - Meilleur scénario
  - Meilleur montage

### Nominations et sélections
- Sarajevo Film Festival 2019
- Seoul International Film Festival 2019
- Sonic Scene Music Film Festival, Trani 2019 (film présenté en ouverture)
- FilmArte Festival, Madrid 2019
- Roma Cinemadoc 2020
- Musical Écran, Bordeaux 2020
- Toronto International Nollywood Film Festival 2019
- First-Time Filmmaker Sessions, Londres 2019